# Heleșteni (gmina)
Heleșteni – gmina w Rumunii, w okręgu Jassy. Obejmuje miejscowości Hărmăneasa, Heleșteni, Movileni i Oboroceni. W 2011 roku liczyła 2669 mieszkańców.